# NGC 610
NGC 610 — рассеянное звёздное скопление в созвездии Кит.
Открывателем этого объекта является Фрэнк Мюллер, который наблюдал за объектом в 1886 году, используя рефрактор с диаметром линзы 26 см.
Этот объект входит в число перечисленных в оригинальной редакции «Нового общего каталога».